# Mausitz
Mausitz ist ein Ortsteil der ehemaligen Gemeinde Großdalzig und gehört seit 1993 zur sächsischen Stadt Zwenkau im Landkreis Leipzig. Die kleine Siedlung liegt im westlichen Teil der Leipziger Tieflandsbucht und war einst Sitz eines Rittergutes.

## Lage

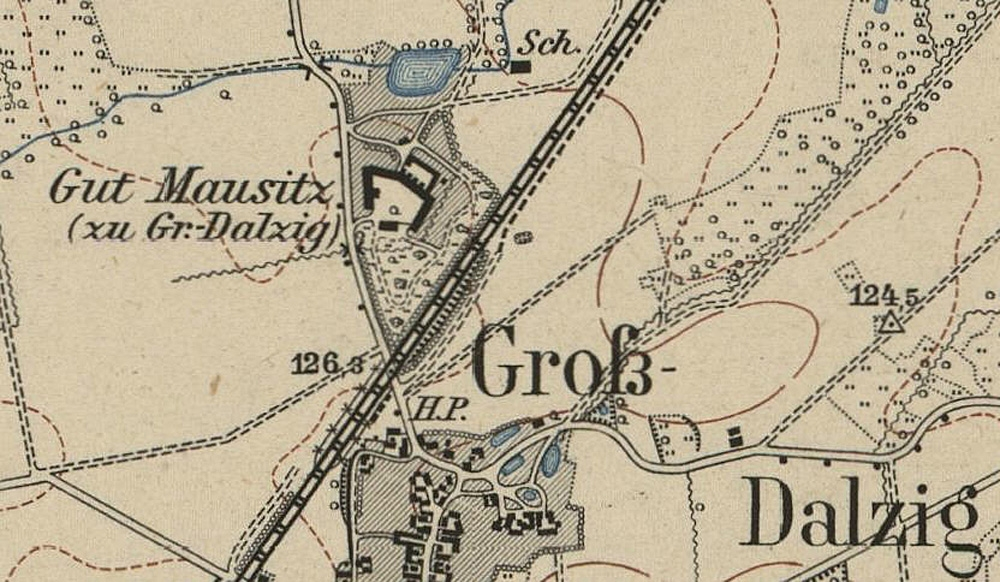
Lage des Rittergutes Mausitz (Topographische Karte von Sachsen 1909)

Mausitz liegt ca. 3 Kilometer westlich des Zwenkauer Stadtzentrums und grenzt unmittelbar an den südlich gelegenen Ort Großdalzig an, mit dem Mausitz historisch eng verbunden ist. Ca. 500 Meter nördlich befindet sich der ebenfalls zu Zwenkau gehörende Ort Zitzschen, westlich liegt in ca. 1,3 km Entfernung Scheidens, ein Ortsteil von Pegau.

### Nahverkehr
Mausitz wird durch den öffentlichen Nahverkehr nicht bedient. Die nächsten Bushaltestellen befinden sich in Großdalzig und Zitzschen.

## Geschichte

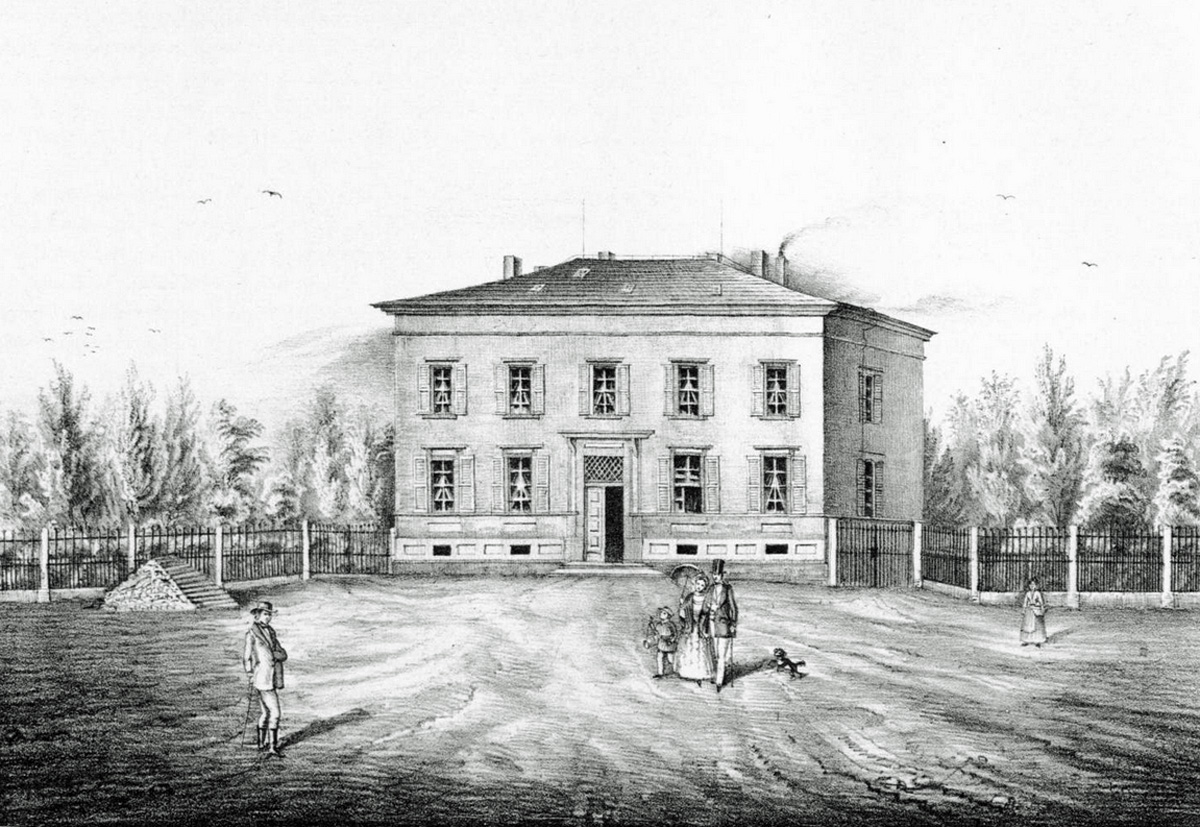
Das Herrenhaus des Rittergutes Mausitz um 1850

Mausitz wurde erstmals 1030 als Misici genannt und ist slawischen Ursprungs. 1269 ist ein Henricus de Musitz urkundlich nachweisbar. Wahrscheinlich befand sich bereits zu dieser Zeit im Ort ein Herrensitz. Später fiel die Siedlung aus unbekannten Gründen wüst. Bestehen blieb lediglich ein Einzelgut als Keimzelle des Rittergutes Mausitz. Dieses ist 1548 zum ersten Mal erwähnt und befand sich 1578 im Besitz von Christoph Pflugk. Der Familie von Pflugk gehörte auch das Rittergut im nahegelegenen Eythra, bevor dieses wegen Überschuldung 1649 versteigert werden musste. Käufer war der kurfürstlich-sächsische Kammer-, Berg- und Appellationsrat Dietrich von Werthern. Eingepfarrt ist Mausitz nach Großdalzig.
Beide Güter blieben bis ins 19. Jahrhundert eng miteinander verbunden. Besitzer war ab 1658 die Tochter Dietrich von Wertherns und ihr Ehemann Johann Georg von Rechenberg. 1719 kaufte Georg von Werthern d. Ä. Eythra und das Rittergut Mausitz zurück. Da die Familie von Werthern hohe Ämter am kurfürstlichen Hof innehatte, überließen sie die Bewirtschaftung ihrer Güter verschiedenen Pächtern. Ab 1806 gehörte das Rittergut Mausitz der gräflichen Familie Senfft von Pilsach. 1819 kaufte der Leipziger Tuch- und Wollhändler Kammerrat David Anger Eythra und Mausitz. Damit kam Mausitz in den Besitz einer bürgerlichen Familie, die es bis 1945 behielt.
Da Mausitz zu den altschriftsässigen Rittergütern gehörte, hatten seine Besitzer erhebliche Rechte. Zu diesen gehörte die Gerichtsbarkeit über zahlreiche Orte der Umgebung, u. a. über Großdalzig, Tellschütz, Löbschütz, Schnaudertrebnitz, Kleinwischstauden, Brösen, Kleinstolpen, Cöllnitz, Obertitz, Langenhain, Bennewitz (zeitweise) und Pödelwitz. Erst 1855 trat Alexander Anger die den Rittergütern Eythra und Mausitz zustehende Jurisdiktion an den Staat ab. Gleichzeitig wechselte die Verwaltungszugehörigkeit vom Amt Pegau an das Gerichtsamt Zwenkau. Im Zuge einer Verwaltungsreform in Sachsen kam Mausitz, welches nun als Ortsteil von Großdalzig betrachtet wurde, 1875 zur Amtshauptmannschaft Leipzig, 1952 zum neugebildeten Kreis Leipzig-Land. Seit dem 1. Oktober 1993 gehört Großdalzig mit seinen Ortsteilen, darunter auch Mausitz, zur Stadt Zwenkau.

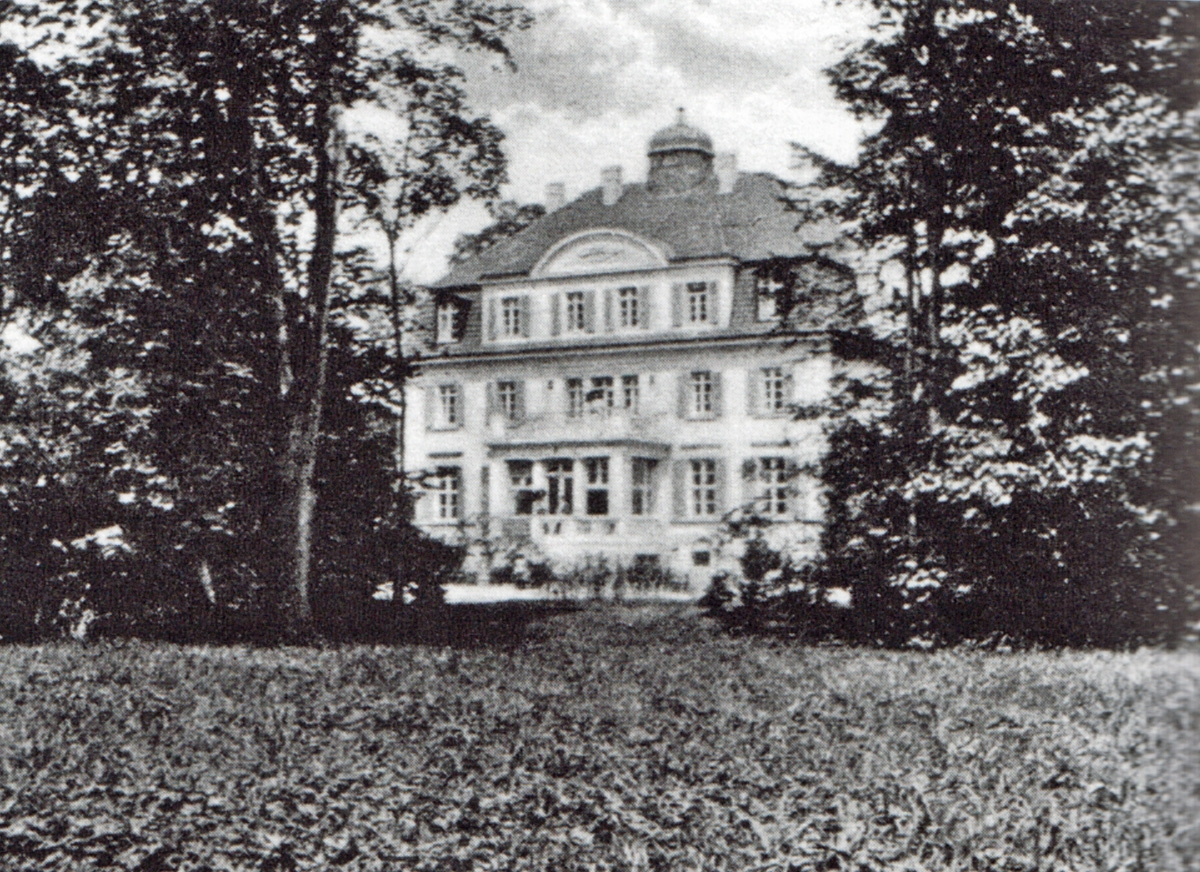
Das Herrenhaus nach dem Umbau von 1913.

1913 wurde das Herrenhaus durch die Familie Anger umgebaut und vergrößert. 1914 verfügte Mausitz über einen Gesamtgrundbesitz (Feld, Wiese und Weide) von 164 Hektar. Unter dem letzten Besitzer Oberst Martin Anger wurde das Gut an wechselnde Pächter verpachtet. 1930 wurde auf Rittergutsfeld ein Sportplatz errichtet, und Anger vergab Anfang der 1930er Jahre Bauplätze zu günstigen Konditionen. Im Zuge der Bodenreform wurde die Familie Anger 1945 enteignet und vertrieben. Das Herrenhaus wurde gesprengt.

## Bevölkerungsentwicklung
| Jahr    | Einwohner                          |
| ------- | ---------------------------------- |
| 1548/51 | 6 Hufen, 2 Acker (außer Rittergut) |
| 1834    | 13                                 |
| 2014    | 20                                 |

## Ortsbild
Die Siedlung besteht im Wesentlichen aus den Gebäuden des früheren Rittergutes, einer weitläufigen offenen Gutsanlage. Die heutigen Bauten entstanden im 19. Jahrhundert und werden teilweise zu Wohnzwecken genutzt bzw. stehen ungenutzt leer. Das einstige Herrenhaus ist nicht mehr vorhanden. Auch einige Wirtschaftsgebäude wurden abgerissen. Zur Anlage gehört auch ein kleiner, heute verwilderter Landschaftspark. Der ehemalige Schwanenteich nördlich des Gutes ist trockengefallen.

## Persönlichkeiten
- Johann Georg von Rechenberg (1610–1664), geheimer Rat, sächsischer Oberhofmarschall, Besitzer des Rittergutes Mausitz ab 1658.
- Jacob Friedemann von Werthern (1739–1806), sächs. Diplomat, Kammerdirektor der Stiftsregierung Zeitz-Naumburg, Besitzer des Rittergutes Mausitz bis 1806.
- Hermann Hellriegel, deutscher Agrikulturchemiker, * 21. Oktober 1831 in Mausitz